# Bostonmassakren
Bostonmassakren var et sammenstød mellem britiske tropper og lokale indbyggere i Boston, Massachusetts i 1770, dvs. nogle år før den amerikanske uafhængighedskrig brød ud. I de britiske kolonier i Nordamerika var der stor utilfredshed med de såkaldte Townshend-love, der indførte told på visse varer importeret fra Storbritannien - et eksempel det som af kritikere i kolonierne kaldtes "beskatning uden repræsentation" (engelsk: taxation without representation).

## Baggrunden
Det var i Boston, Massachusetts, at de første sammenstød skulle finde sted, her havde de engelske troppers tilstedeværelse i langt tid været til stor irritation for de lokale indbyggere, som endnu ikke havde hørt nyt om ophævelsen af Townshend-lovene.
Situationen i Boston var meget anspændt, da de britiske tropper begyndte at tage noget af det arbejde, som de lokale indbyggere selv konkurrerede om. Dette menes at være grundlaget for Boston,massakren, som fandt sted den femte marts 1770.

## Episoden
Det hele startede med at en ung dreng havde provokeret en britisk soldat, som havde svaret igen ved at slå ham med en kølle. Den unge dreng var senere vendt tilbage med nogle af sine venner, som begyndte at kaste snebolde, is og affald efter soldaten. Der kom hurtigt flere til, både oprørere og soldater. Oprørerne fortsatte med at kaste sten og isklumper efter de britiske soldater, der ikke gjorde modstand. Under beskydningen havde den engelske kaptajn Preston givet ordre om ikke at åbne ild. Pludselig blev en af soldaterne ramt af et brændestykke, han faldt til jorden og hans gevær gik af ved et uheld og skød op i luften. Panikken spredte sig hurtigt og soldaterne begyndte at skyde på de forsvarsløse borgere, amerikanerne havde fået deres første martyrer.

## Retssagen
Under Boston Massakren blev tre dræbt og seks såret, hvoraf to senere døde af deres sår. Inden borgerne kunne nå at slå igen, stoppede de amerikanske myndigheder deres foretagende og satte de anklagede soldater for en domstol. De sagførerer der skulle forsvare soldaterne, var amerikanske rigmænd, som ikke havde nogle intentioner om en revolution. De beskrev oprørerne som en broget skare af flabede knægte og frikendte de fleste soldater, undtagen to som blev dømt for manddrab, ikke mord. De mente, at soldaterne var blevet provokeret, og at deres brug af vold ikke var ubegrundet.

## Efterspillet
Borgerne derimod brugte episoden til anti-engelsk propaganda. De mente ikke, at betydningen lå i det lille antal døde, men indblandingen af almindelige arbejdsmænd og engelske tropper. Efter begravelsen, som var den største samling nogensinde på denne tid, samledes indbyggerne ved den gamle syd kirke for at kræve, at de britiske tropper skulle forlade byen. De britiske soldater forlod kolonien, som igen begyndte at importere varer fra England. Der syntes at komme bedre tider, undtagen i Boston hvor hadet til briterne fortsat næredes ved mindet om Boston Massakren.